# Depressaria adustatella
Depressaria adustatella é uma espécie de insetos lepidópteros, mais especificamente de traças, pertencente à família Elachistidae.
A autoridade científica da espécie é Turati, tendo sido descrita no ano de 1927.
Trata-se de uma espécie presente no território português.